# Рогожниця (Нижньосілезьке воєводство)
Рогожниця (пол. Rogoźnica, нім. Groß Rosen) — село в Польщі, у гміні Стшеґом Свідницького повіту Нижньосілезького воєводства. Населення — 724 особи (2011).
У 1975-1998 роках село належало до Валбжиського воєводства.

## Демографія
Демографічна структура станом на 31 березня 2011 року:
|          | Загалом | Допрацездатний вік | Працездатний вік | Постпрацездатний вік |
| -------- | ------- | ------------------ | ---------------- | -------------------- |
| Чоловіки | 379     | 74                 | 274              | 31                   |
| Жінки    | 345     | 59                 | 206              | 80                   |
| Разом    | 724     | 133                | 480              | 111                  |